# Ctenophthalmus acutilobatus
Ctenophthalmus acutilobatus är en loppart som beskrevs av Wei Shufeng, Chen Ningyu et Liu Quan 1981. Ctenophthalmus acutilobatus ingår i släktet Ctenophthalmus och familjen mullvadsloppor. Inga underarter finns listade i Catalogue of Life.